# Suzumiya Haruhi (nhân vật)
Suzumiya Haruhi (涼宮 ハルヒ) là nhân vật nữ chính của series Suzumiya Haruhi được tạo ra bởi Tanigawa Nagaru. Mặc dù series được đặt theo tên cô nhưng nhân vật chính là Kyon. Cô sở hữu khả năng như Chúa trời để thay đổi, hủy diệt, và thay đổi thực tế, với những ham muốn của mình. Trong một cuộc phỏng vấn, Tanigawa nói rằng ý tưởng về nhân vật xuất hiện trong một đêm không ngủ ở đầu của thế kỷ 21.
Xinh đẹp, lập dị, và là học sinh trung học cứng đầu, Haruhi được mô tả như là có một sự khinh bỉ cho bất cứ điều gì mà cô xem như bình thường hoặc nhàm chán, và là chỉ quan tâm đến hiện tượng  siêu nhiên hoặc bí ẩn xuất hiện. Cô không hài lòng với việc học "bình thường" sau giờ học, câu lạc bộ do cô làm chủ tập hợp nhiều học sinh như Kyon, Nagato Yuki, Asahina Mikuru, và Koizumi Itsuki và cô: Đoàn SOS. Tuy nhiên, nhiều hoạt động của câu lạc bộ và các thành viên của nó ngày càng trở nên liên quan đến những sự cố do khả năng của cô gây ra.

## Ngoại hình
Haruhi có một làn da trắng nhạt, đôi mắt nâu lớn, và tóc nâu. Trong phần đầu của series, cô có mái tóc dài vươn tới thắt lưng của cô và cô ấy sẽ thay đổi kiểu tóc mỗi ngày (đủ kiểu và có quy luật). Sau khi có một cuộc trò chuyện với Kyon liên quan đến mái tóc của mình, cô quyết định cắt nó ngắn xuống trên vai cô. Haruhi luôn thấy đeo một dải ruy băng màu cam-vàng trên mái tóc cô. Trong Sự biến mất của Suzumiya Haruhi cô ấy được thấy với mái tóc dài như lúc còn chưa cắt tóc. Cô ấy thường nhìn thấy trong bộ đồng phục cùng với một tay đeo băng đỏ có chữ đọc như đoàn trưởng, đôi khi cũng diện quần áo bình thường. Đồng phục màu xanh da trời ở Haruhi là một biến thể của phong cách thủy thủ, nhưng cổ áo thấp xuống, và nó được giữ cùng với một dải ruy băng màu đỏ mỏng chứ không phải là một chiếc khăn choàng truyền thống. Váy cũng khác với váy xếp li tiêu chuẩn; chúng được trang bị nhiều hơn, chỉ với hai nếp gấp phía trước, và nó đi kèm với một vành đai. Đôi mắt của cô rất sáng và tinh anh, toát lên tính cách sôi nổi, thông minh, mạnh mẽ và có tư chất lãnh đạo. Cô là người sáng lập ra tổ chức kì lạ và có suy nghĩ khác người.

## Lịch sử nhân vật
Có ít thông tin được tiết lộ về cô lẫn gia đình cô ấy. Cô từng kể chuyện thơ ấu, khi đó cô xem trận bóng chày cùng với gia đình cô ấy. Trước sự kiện, Haruhi có xu hướng nghĩ bản thân mình và cuộc sống của cô như là đặc biệt và thú vị, nhưng số người ở sân vận động (và cô tính toán được  rằng điều này chỉ đại diện cho một phần nhỏ dân số của Nhật Bản) khiến cô đi đến kết luận rằng những sự kiện trong cuộc đời cô đều rất bình thường, xảy ra hàng ngày và thói quen của người dân Nhật Bản và con người nói chung. Cô tin rằng phải có ít nhất một người trên thế giới sống thực sự thú vị và độc nhất vô nhị và mong ước của cô là trở thành người đó, dẫn cô bắt đầu tìm kiếm sự phi thường. Trong suốt thời trung học, cô nổi tiếng là một người lập dị, cho sự cố vẽ chữ tượng hình trên sân trường, di chuyển tất cả các trường bàn ra vào các hành lang, đi chơi với mọi đứa con trai thích cô và đá họ. (Lý do vì bên kia quá nhàm chán, kéo dài nhất là một tuần, hay ngắn nhất là khoảng năm phút).
Lúc cô vào trung học, cô gặp lại bạn học cũ của cô ở trường sơ trung và nhân vật chính của series; Kyon, người đầu tiên nói chuyện một cách nghiêm túc với cô về sở thích độc đáo của cô. Chính cậu đã vô tình cho cô ý tưởng về thành lập một câu lạc bộ riêng khi cô thất vọng vì trường thiếu những câu lạc bộ thú vị (theo cách nhìn nhận của cô). Câu lạc bộ mà cô lập ra mang một cái tên rất dài: Cứu rỗi thế giới bằng cách mang lại niềm vui cùng đoàn Suzumiya Haruhi (世界を大いに盛り上げるための涼宮ハルヒの団 Sekai o Ōi ni Moriageru Tame no Suzumiya Haruhi no Dan) hay đọc tắt là Đoàn SOS (SOS団 Esu-Ō-Esu dan).
Tuy không có hứng thú gì với con người nhưng cô dần có tình cảm với Kyon. Đến mức cô (vì ghen) đã vô tình thay thế thế giới cũ bằng thế giới mới nhưng chỉ có 2 người, Kyon cũng là người đầu tiên cô thấy xấu hổ khi thay đồ trước mặt cậu dù bình thường cô nàng thản nhiên thay đồ trong lớp học. Nhìn vào có thể thấy cậu hơi chán đời, không có gì nổi bật. Trừ việc cậu là đứa duy nhất bình thường trong nhóm, hay đi theo Haruhi vì bị ép. Cốt truyện xoay quanh góc nhìn của cậu. Thật sự thì cậu cũng không bình thường lắm khi vô tình tập hợp cái đám toàn dị nhân và có thể chịu đựng được đám đó. Cậu có cảm tình dành cho Haruhi, dù trông như cậu ghét Haruhi nhưng cậu lại là người lo lắng và hiểu Haruhi nhất. Cậu luôn ước ao có một cuộc sống học sinh trung học bình thường, nhưng đến sự kiện Haruhi biến mất cậu đã bỏ lại ước ao đó vì cậu yêu Haruhi và cô đã làm cuộc sống của cậu thú vị hơn.

## Năng lực và sức mạnh
- Thế giới được quyết định bởi ý thức của cô.
  - Tạo ra một vùng không gian khác
  - Làm thay đổi hiện thực
  - Có thể xóa tồn tại hoặc tạo ra một thứ
  - Cho một ai đó có sức mạnh đặc biệt
  - Có khả năng tạo một vòng lặp thời gian
  - Thiết lập lại vũ trụ cũ thành vũ trụ mới (reset universe).
- Sức hủy diệt: Một vũ trụ.
- Tốc độ: Bằng con người bình thường.
- Khoảng cách tấn công: Một vũ trụ.
- Độ bền: Bằng con người bình thường.
- Sức chịu đựng: Bằng con người bình thường.
- Điểm yếu: Không nhận thức được sức mạnh của mình, và năng lực thiết lập lại vũ trụ chỉ có tác dụng mỗi lần trên một vũ trụ duy nhất.

## Tính cách
Haruhi là cô gái sôi động và “quậy” nhất trong lịch sử anime từ trước đến nay. Tươi vui, hoạt bát và tràn đầy sức sống, Haruhi là đại diện hoàn hảo của tuổi trẻ với năng lượng và sức sáng tạo vô hạn. Cô thuộc mẫu người cực kì năng động không bao giờ có thể ngồi yên một chỗ, không thể che giấu cảm xúc của mình trước mặt ai. Vì vậy Haruhi luôn là trung tâm của mọi rắc rối trong anime với vô số trò khó đỡ khiến các thành viên trong câu lạc bộ SOS bao phen lên bờ xuống ruộng. Tuy nhiên bên trong con người ấy luôn là một trái tim mạnh mẽ, không chịu thỏa hiệp với cuộc sống cô đơn buồn chán. Bên cạnh đó, Haruhi cũng có những suy nghĩ kì lạ nhưng rất sâu sắc và luôn khát khao tận hưởng, làm được những điều ý nghĩa cho cuộc đời.
Suzumiya Haruhi là một cô gái xinh đẹp, lập dị, và là học sinh trung học cứng đầu. Haruhi được mô tả như là có một sự khinh bỉ cho bất cứ điều gì mà cô xem như bình thường hoặc nhàm chán, và là chỉ quan tâm đến hiện tượng siêu nhiên hoặc bí ẩn xuất hiện, cho đến khi cô gặp gỡ Kyon và trở nên cởi mở hơn... Cô không hài lòng với việc học "bình thường" sau giờ học, câu lạc bộ do cô là chủ tập hợp nhiều học sinh (Kyon, Nagato Yuki, Asahina Mikuru, và Koizumi Itsuki) và cô: Đoàn SOS. Tuy nhiên, nhiều hoạt động của câu lạc bộ và các thành viên của nó ngày càng trở nên liên quan đến những sự cố do khả năng của cô gây ra. Cô được đánh giá là rất thông minh, năng động, và có tài năng ở những việc do cô đặt ra để làm.
Là đoàn trưởng của Đoàn SOS, Haruhi có lối suy nghĩ mình là trung tâm. Cô thường bắt (đa số là các thành viên tự nguyện tán thành trừ Kyon) các thành viên trong đoàn phải làm theo những ý tưởng có phần hơi lố của cô, ví dụ như đàn chị của mình, Asahina Mikuru phải cosplay đủ mọi trang phục hay cướp "ngày" máy tính của câu lạc bộ văn học ở bên cạnh bằng cách dùng tấm ảnh "được cho là tố tội quấy rối tình dục".
Cô nàng rất thích cạnh tranh và chấp nhận mọi thử thách một cách không do dự dù khó khăn hay hạn chế thời gian.